# Плезант Вали (Мисури)
Плезант Вали (енгл. Pleasant Valley) град је у америчкој савезној држави Мисури.

## Демографија
По попису из 2010. године број становника је 2.961, што је 360 (-10,8%) становника мање него 2000. године.
| Група             | 2000.         | 2010.         |
| Белци             | 3.063 (92,2%) | 2.574 (86,9%) |
| Афроамериканци    | 73 (2,2%)     | 136 (4,6%)    |
| Азијати           | 20 (0,6%)     | 10 (0,3%)     |
| Хиспаноамериканци | 98 (3,0%)     | 139 (4,7%)    |
| Укупно            | 3.321         | 2.961         |